# Афровенатор
Афровенатор (лат. Afrovenator) — род тероподных динозавров из семейства мегалозаврид (Megalosauridae), типовой род подсемейства Afrovenatorinae. Включает единственный вид — Afrovenator abakensis. Известен по ископаемым остаткам из отложений формации Тиурарен (Tiourarén Formation) в окрестностях города Агадес в Нигере. Первоначально эти отложения считались нижнемеловыми, однако изучение местной динозавровой фауны свидетельствует в пользу того, что отложения сформировались в конце средней или в начале поздней юры.
Описан палеонтологом Полом Серено и соавторами в 1994 году. К 90-м годам это был единственный почти целый скелет найденного в Африке теропода. Его сходство с североамериканским аллозавром доказывает, что в то время оба континента ещё были соединены.
Сильные задние конечности афровенатора доказывают, что он был создан для активной охоты, а сильные передние конечности (длиннее, чем у его родственников аллозавра) с большими изогнутыми когтями были идеально приспособлены, чтобы хватать и удерживать дичь. Скелет довольно лёгкий при внушительных размерах животного, на хвосте костные пластины, частично накладывающиеся друг на друга. Все эти черты характерны для стремительно передвигающихся животных. Череп низкий, без гребней.
Длина динозавра была 8—9 метров.